# 네이버캠

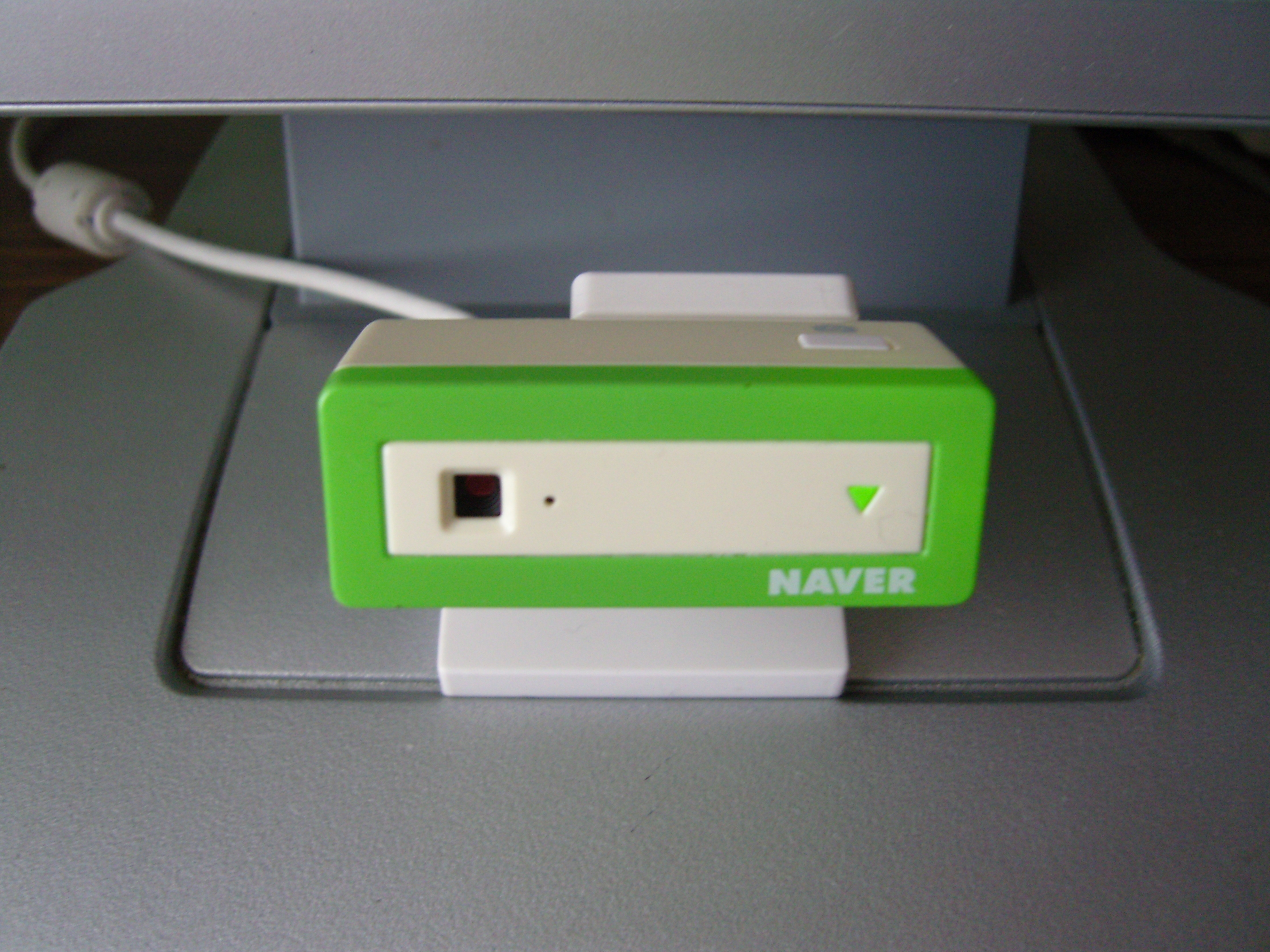
네이버캠

네이버캠은 NHN이 디자인하고 알파캠이 제조한 웹캠이다. 그린윈도우 디자인을 한 것이 특징이다.

## 제원

### 네이버캠
- 화소: 30만
- 해상도: 640*480
- 동영상 프레임: 640*480/15프레임, 320*240/30프레임
- 드라이버: 별도 설치(CD 제공)

### 네이버캠 플러스
- 화소: 정지 영상 130만, 동영상 30만
- 해상도: 640*480
- 동영상 프레임: 640*480/30프레임, 320*240/30프레임
- 드라이버: UVC 지원

## 참고
1. ↑  김인순. NHN, 검색창 모양 웹카메라 `네이버캠` 내놔. 전자신문
2. ↑  성연광. 네이버 검색창 모양 '네이버캠' 선봬. 머니투데이